# Elijahu Gil'adi
Elijahu Gil'adi (hebrejsky אליהו גלעדי‎, 1915–1943) byl jedním z velitelů odbojové skupiny Lechi.
Narodil se v Sedmihradsku a vyrostl v Bukurešti. Byl tamním členem Betaru. Do tehdejší mandátní Palestiny vycestoval v roce 1937. Zde se zapojil do aktivit Ecelu a roku 1940 spoluzakládal Lechi, protibritské odbojové hnutí. Byl však Brity vypátrán a uvězněn v táboře Mazra'a. Také Jicchak Šamir byl uvězněn a Avraham Stern byl Brity bez soudu zlikvidován. Na svobodě zůstal jen Jehošua Kohen a skrýval se. 12. září 1942 se však Gil'adimu a Šamirovi podařilo uprchnout. Tím byla obnovena činnost Lechi.
Další člen Lechi, Natan Jelin-Mor tvrdí, že Gil'adi byl ovlivněn nihilismem ruských revolucionářů, pro které neměl lidský život žádnou cenu a přivedl svým extremismem hnutí do krize. V roce 1943 se rozhodl Šamir se Gil'adiho zbavit. Byl zastřelen během cvičení ve střelbě na pískových dunách u Bat Jam. Až poté 13členné vedení Lechi odsouhlasilo jeho likvidaci. Jeho tělo nebylo nikdy nalezeno. Na současném webu Lechi je uvedeno, že „padl za tragických okolností“.